# Dan donošenja Odluke o sjedinjenju Istre, Rijeke, Zadra i otoka s maticom zemljom Hrvatskom
Dan donošenja Odluke o sjedinjenju Istre, Rijeke, Zadra i otoka s maticom zemljom Hrvatskom spomendan je u Hrvatskoj koji se obilježava 25. rujna. Jedan je od pet spomendana u Hrvatskoj propisanih zakonom.

## Povijest
Dana 23. rujna 2005. godine Hrvatski sabor je dopunama Zakona o blagdanima, spomendanima i neradnim danima u RH proglasio 25. rujna kao dan spomena značajan za očuvanje jedinstvenosti hrvatskog teritorija. Naime, 25. i 26. rujna 1943. u Pazinu je zasjedao Pokrajinski narodnooslobodilački odbor za Istru, a tom je prigodom donesena i potvrđena Odluka o pripajanju Istre, Rijeke, Zadra i otoka matici zemlji Hrvatskoj. Okružni NOO za Istru kao nositelj nove vlasti objavio je politički manifest s odlukom o priključenju matici zemlji i proglašenju ujedinjenja s ostalom našom hrvatskom braćom. U proglasu pod nazivom Istarski narode stoji da je Istra oslobođena snagom vlastita oružja i masovnog dragovoljnog pristupanja partizanskim postrojbama te voljom naroda. Proglas poručuje da je Istra hrvatska zemlja i da će hrvatska ostati te označava kraj fašističke i talijanske vlasti na prostoru Istre, smjenu sustava i početak legalnog djelovanja nove izvršne narodne vlasti. Odluka od 26. rujna bila je na tragu Odluke od 13. rujna 1943. koja je bila logičan slijed u općem ustanku naroda Istre od 9. rujna 1943., podignutom dan nakon talijanske predaje u Drugom svjetskom ratu 8. rujna 1943. godine.

## Vanjske poveznice
Ostali projekti
|  | Wikizvor ima izvorni tekst Proglas "Istarski narode!" |

|  | Wikizvor ima izvorni tekst Odluka o priključenju Istre, Rijeke, Zadra i ostalih okupiranih krajeva Hrvatskoj |

Mrežna mjesta
- Istarski narode! (proglas)  Arhivirana inačica izvorne stranice od 26. siječnja 2022. (Wayback Machine)